# Union of the North
Pour plus de détails, voir Fiche technique et Distribution.
Union of the North est un film islandais de Valdimar Jóhannsson et Erna Ómarsdóttir réalisé en 2017.

## Synopsis
Nammu occupe un emploi dans un centre commercial. À l'heure de la fermeture, elle se tient derrière le comptoir d'un Dunkin Donuts, prépare un beignet d'or en prévision d'une cérémonie de mariage et attend l'arrivée d'équipes de cerfs et de poules enthousiastes. Nous rencontrons ici des travailleurs normaux qui cherchent à donner une nouvelle tournure à un rituel ancestral.

## Fiche technique
- Titre : Union of the North
- Titre original : Union of the North
- Réalisation : Valdimar Jóhannsson et Erna Ómarsdóttir
- Scénario : Matthew Barney
- Musique : Valdimar Jóhannsson
- Décor :Guðni Rúnar Gunnarsson et Ari Birgir Ágústsson
- Production : Heba Eir Kjeld, Hulda Helgadóttir, Kata Ingva, Bjarni Jónsson et Ragnheiður Skúladóttir
- Film : Islandais
- Date de sortie : avril 2017 (en Islande)
- Genre : Drama, danse
- Durée : 81 minutes (1 h 21)

## Distribution
- Þyrí Huld Árnadóttir :
- Hannes Þór Egilsson :
- Friðgeir Einarsson :
- Lovísa Ósk Gunnarsdóttir :
- Aðalheiður Halldórsdóttir :
- Sofia Jernberg :
- Dóra Jóhannsdóttir :
- Valdimar Jóhannsson : The Groom
- Raven Laxdal :
- Ásgeir Helgi Magnússon :
- Erna Ómarsdóttir : The Bride
- Hjördís Lilja Örnólfsdóttir :
- Elín Signý Weywadt Ragnarsdóttir :
- Inga Maren Rúnarsdóttir :
- Sigtryggur Berg Sigmarsson :
- Anna Guðrún Tómasdóttir :
- Halla Þórðardóttir :